# Villa de los Quintili

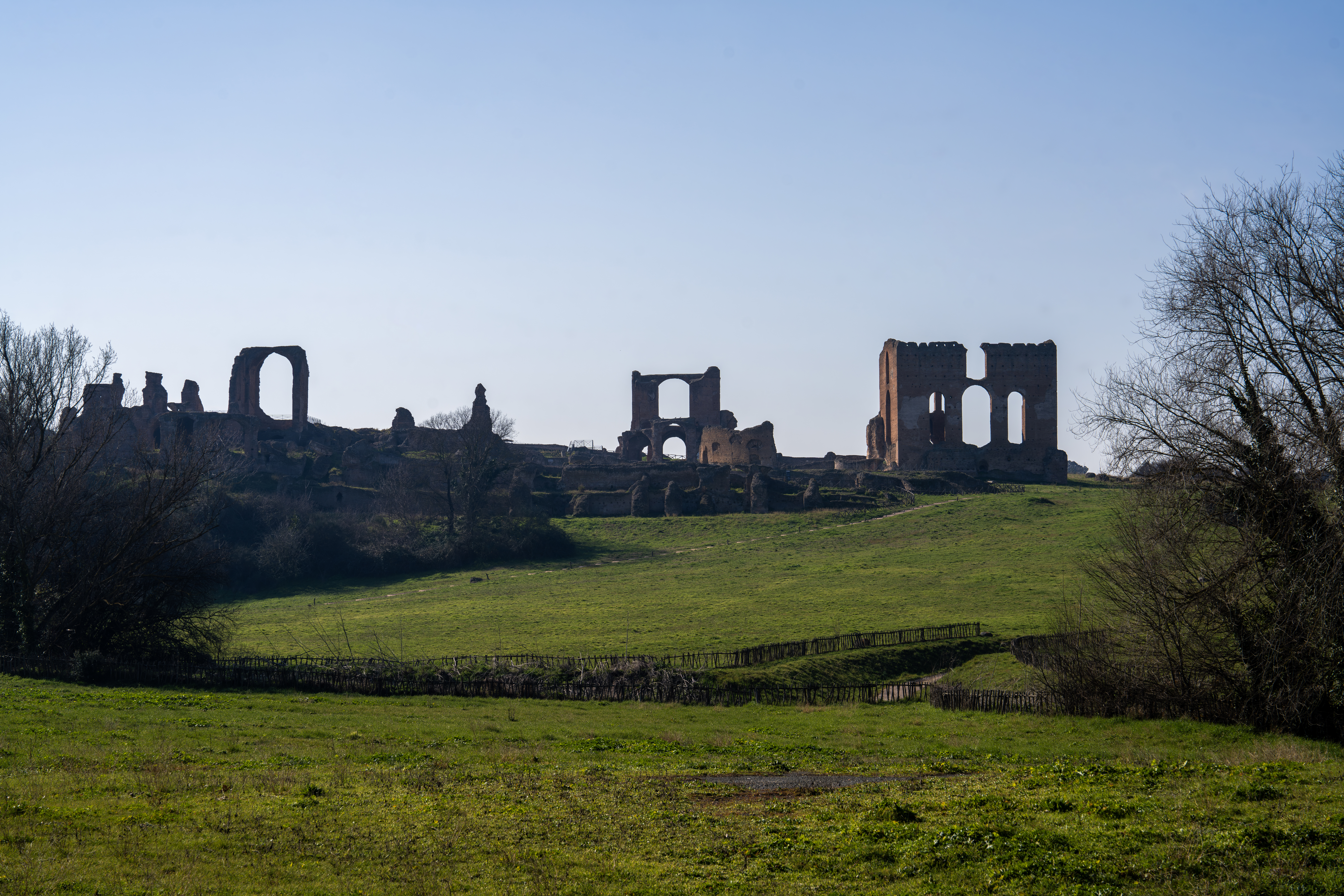
Ruinas de la Villa de los Quintili.

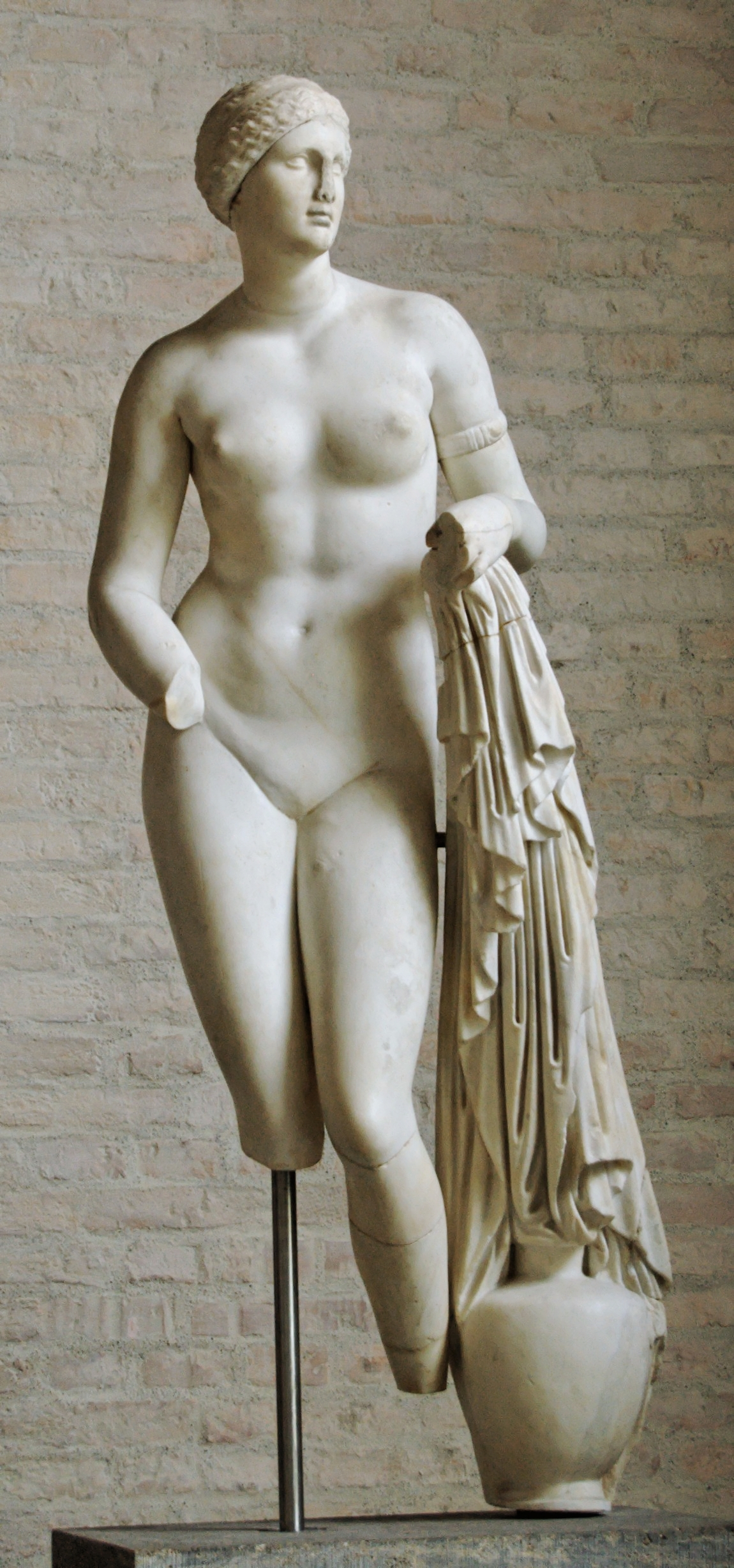
"Venus Braschi", de la Villa de los Quintilii (Glyptothek, Múnich).

La Villa de los Quintilii (en italiano: Villa dei Quintili) es una antigua villa romana situada más allá del quinto miliario de la Via Appia Antica a las afueras de los límites tradicionales de Roma, Italia central. Fue construida por los ricos hermanos Sexto Quintilio Máximo y Sexto Quintilio Condiano, cónsules en 151 d. C. en el siglo II d. C.
Las ruinas de esta villa suburbana son de tal extensión que, cuando fue excavada por primera vez, el sitio fue denominado como Roma Vecchia por la población local, ya que ocupaba un terreno muy grande, pensando que podía haber sido una ciudad. El complejo de la villa incluye unas extensas termas, las cuales eran abastecidas por su propio acueducto, y lo que es más inusual, un hipódromo, el cual se ha datado el siglo IV, cuando la villa ya formaba parte del patrimonio Imperial.

## Historia
La villa fue levantada a lo largo de la Via Appia Antica, aunque la entrada monumental se hacía por la Vía Latina. Dicha villa se extendía hacia el norte sobre un montículo natural creado por una erupción de lava del Volcán Lazial, hasta el flujo acuífero conocido como (Fosso dello Statuario) que la erosión había excavado en la falda de dicho monte.

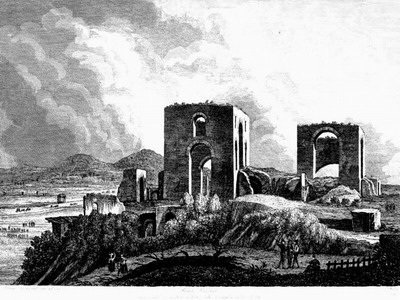
Luigi Rossini, Vista de la "Roma Vecchia" del Viaje pintoresco de Roma a Nápoles (1839)

Los sellos de los ladrillos que se encuentran en el núcleo de la villa han hecho que sea datada a finales del reinado de Adriano, es decir, en la primera mitad del siglo II d. C. El nombre de los propietarios aparece grabado en las tuberías de plomo. Se trataba de los hermanos Sexto Quintilio Valerio Condiano y Sexto Quintilio Valerio Massimo, de rica, culta y noble familia, ambos cónsules en 151, y grandes terratenientes. Tenidos en alta estima por Antonino Pio y Marco Aurelio, su riqueza y fortuna suscitó las ansias del emperador Cómodo quien, acusando a sus propietarios de conjura en el 182, confiscó los bienes de dicha familia y los anexionó a los bienes imperiales. La gran propiedad se convirtió así en una villa imperial y sus funciones como tal parecen haberse mantenido, basándonos en las fechas de restauraciones inscripciones, citas y retratos, hasta el emperador Tacito, a finales del siglo III.
El complejo aún estaba parcialmente en uso hasta finales del siglo VI, ya que existen sellos en ladrillos de la época de Teodorico el Grande. En el periodo altomedioeval también se ven niveles de utilización posteriores consistentes en restos cerámicos y sepulturas individuales en algunas partes del complejo de la villa.
Al igual que todos los bienes imperiales, el fundus de los Quintili pasó, a lo largo de los siglos, a pertenecer a distintas instituciones eclesiásticas. En el siglo X lo encontramos citado como bien patrimonial del monasterio de San Erasmo del Celio, y después, en el siglo XII, en el de Santa Maria Nova, hoy en día la Basílica de Santa Francesca Romana. La finca, también conocida como Roma Vecchia, seguramente por la grandeza de sus ruinas, pasó (a finales del siglo XVIII) a ser propiedad del 'Ospedale del Santissimo Salvatore ad Sancta Santorum, hoy Hospital de San Giovanni in Laterano, y en 1797 fue vendida al Monte di Pietà, cuyo gestor era Giovanni Raimondo Torlonia.

## Las excavaciones
En 1776 Gavin Hamilton, el pintor y proveedor de antigüedades romanas, excavó algunas partes de la villa, la cual aún seguía denominándose "Roma Vecchia", y las esculturas que halló, revelaron inevitablemente la naturaleza imperial de dicho emplazamiento:
Unas considerables ruinas son vistas cerca última, a manos derecha, y es generalmente considerada el haber sido las ruinas de una Villa de la niñera de Domiciano. Los fragmentos de Colosales estatuas encontradas cerca de estas ruinas confirman en mi opinión, el excelente escultor que refuerza esta suposición.}}».
Aquí él encontró cinco esculturas de mármol, incluyendo un "Adonis dormido", la cual fue vendida a Charles Townley y que actualmente se encuentra en el Museo Británico y "Una Bacante con tigre" que figura que se vendió a Charles Greville. El largo relieve de Asclepio encontrado también aquí, pasó a formar parte de Hamilton a la colección del Conde de Shelburne, y después al Marqués de Lansdowne. La "Venus Brachi" desde el yacimiento, fue adquirida por el sobrino del papa Pío VI, llamado Luigi Braschi Onesti.
Hoy en día, el yacimiento arqueológico está musealizado y es una "casa-museo" con frisos de mármol y esculturas que una vez adornaron la villa. El nympheum, el recibidor del tepidarium ay los baños, pueden ser también visitados. Una gran terraza con vistas a la Via Appia Nuova, la cual se remonta a 1784, domina una hermosa vista de los distritos de los Castelli Romani. La extensión originaria de la villa se extendía más allá de la Via Appia Nuova.